# Fynbos

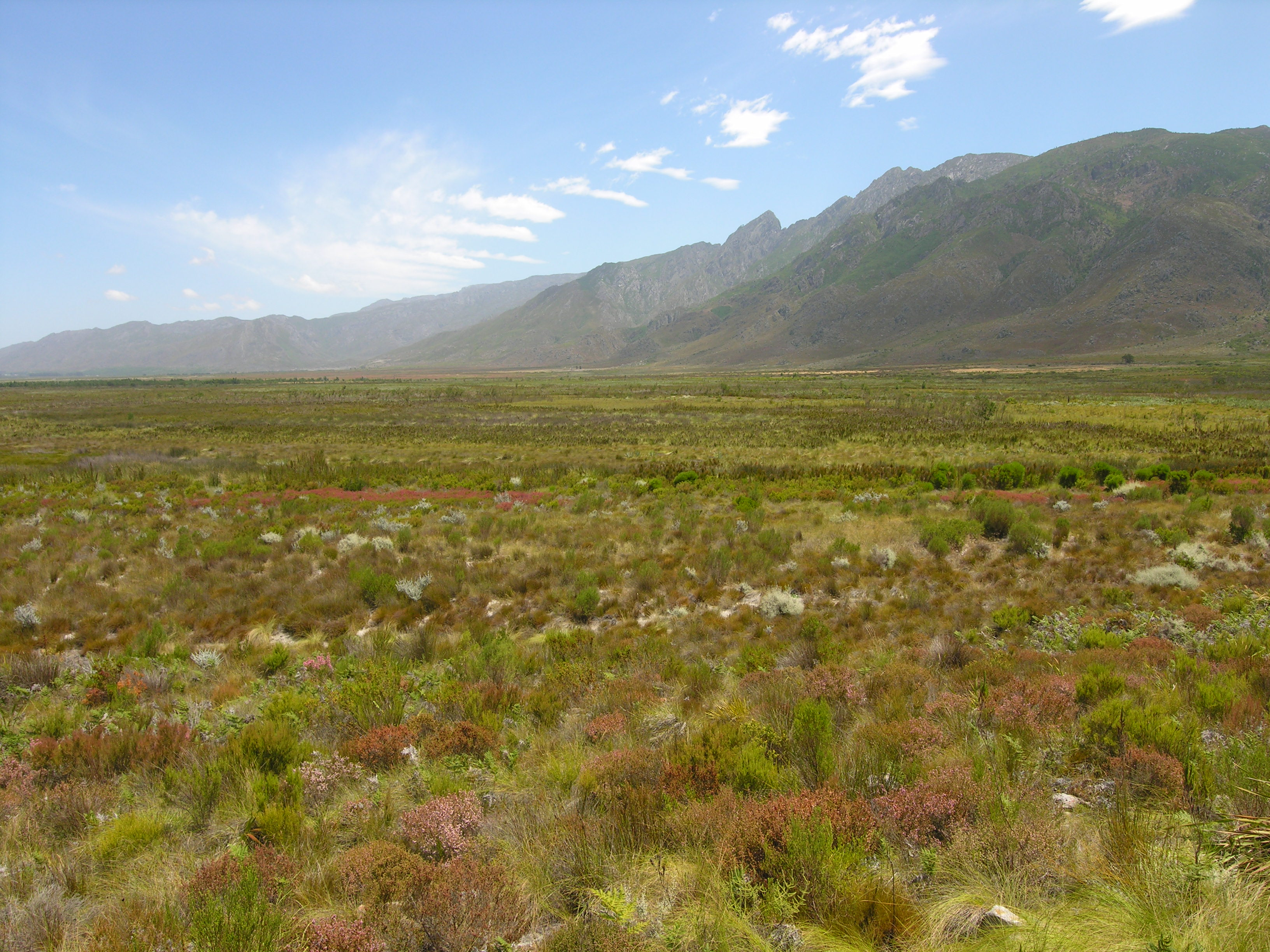
Typische Fynbos-Landschaft

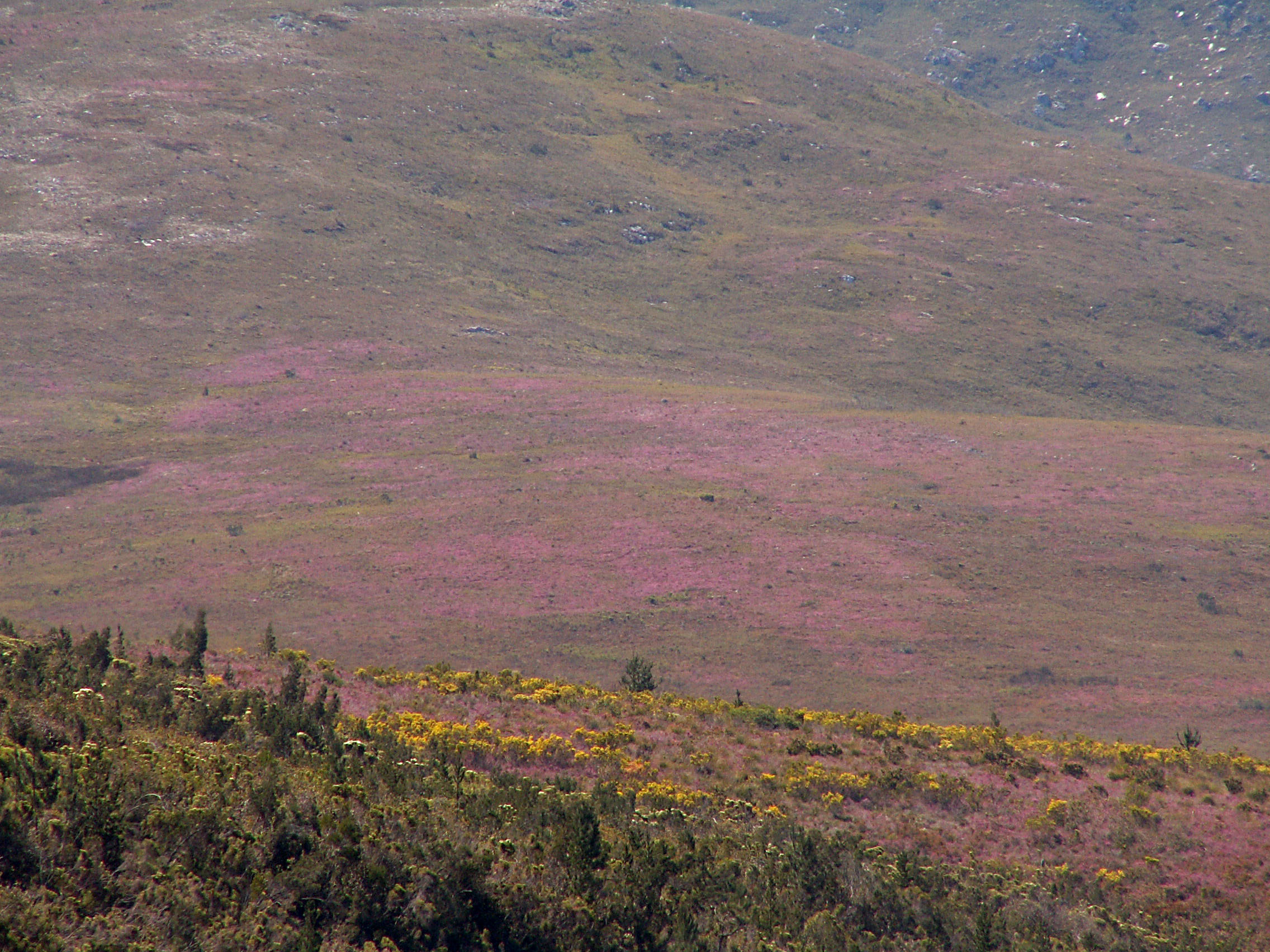
Blütenaspekt einer typischen Fynbos-Landschaft

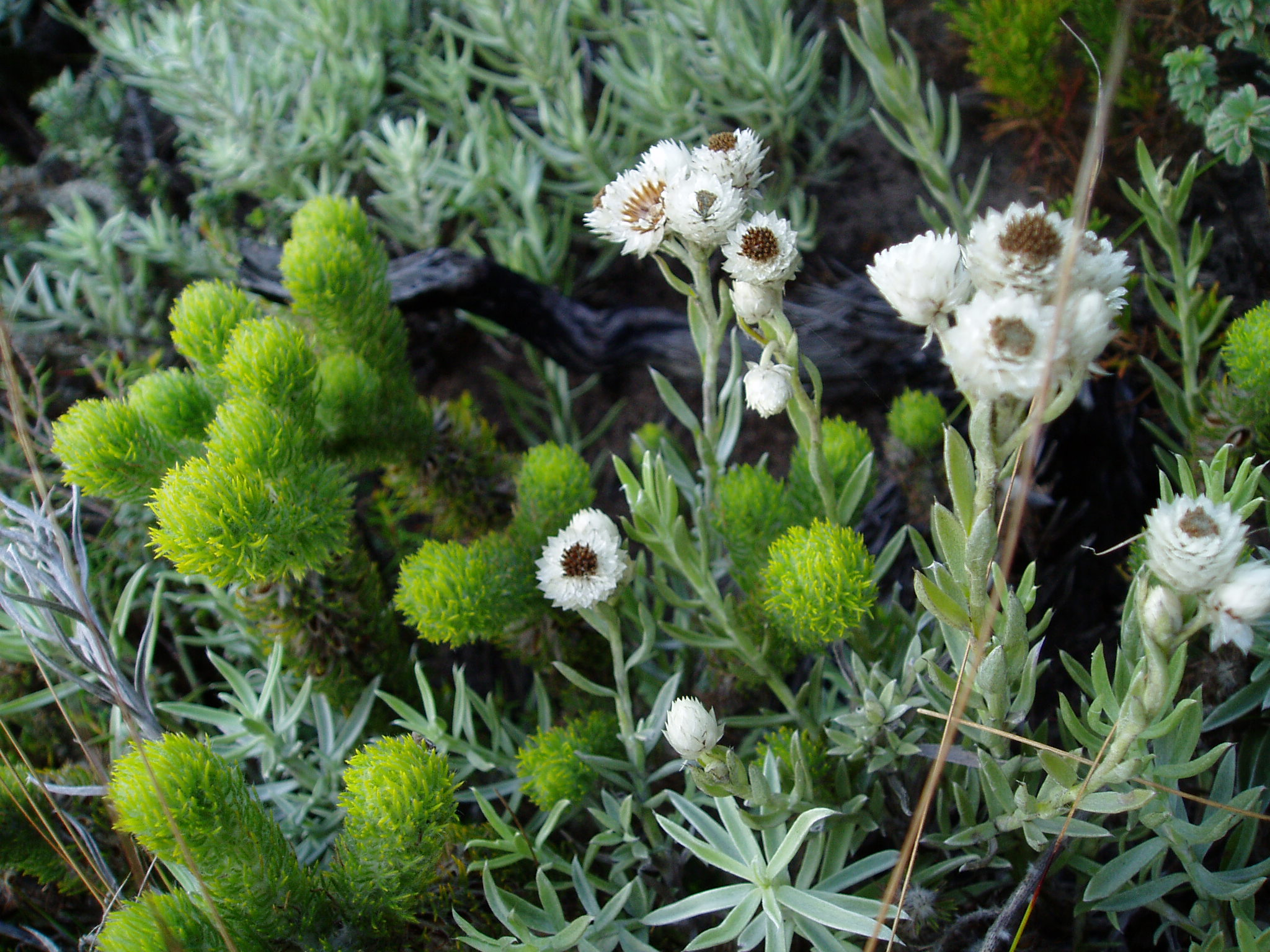
Fynbos-Pflanzen

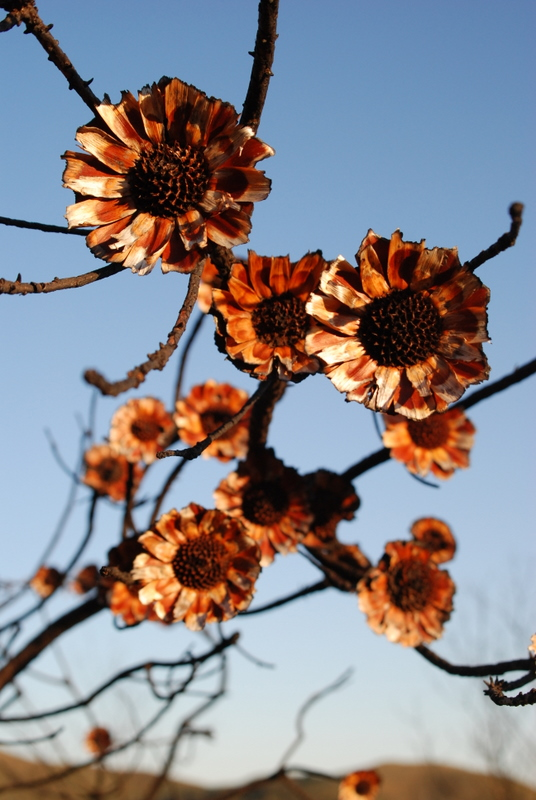
Wichtig für die Fynbos-Vegetation sind Buschbrände, hier eine Protea-Art nach einem Brand.

Fynbos ist ein Biom im Südwesten Südafrikas. Es wird in die Vegetationstypen Renosterveld und verschiedene Typen von Fynbos gegliedert. Während der Westen dieses Gebietes durch ein typisches Winterregenklima mit mehr oder weniger ausgeprägter Sommertrockenheit gekennzeichnet ist, sind die Niederschläge im Osten der Kapregion ohne deutliches jahreszeitliches Maximum über das Jahr verteilt. In Zeiten heißer und trockener Wetterperioden kommt es zu Buschfeuern, die das Vegetationsbild entscheidend mitbestimmen.
Die sehr artenreiche Fynbosvegetation wächst in einem 100 bis 200 km breiten Küstenstreifen zwischen den Städten Clanwilliam und Port Elizabeth und ist Teil der Kap-Florenregion (Capensis). Man unterscheidet Küsten-Fynbos und Berg-Fynbos. Der Fynbos bedeckt etwa die Hälfte der Fläche der Capensis und beherbergt etwa 80 % der dort vorkommenden Pflanzenarten. In Zahlen bedeutet das über 7.000 Farn- und Blütenpflanzenarten (mehr als die Hälfte davon endemisch) auf einer Fläche von 46.000 km² (zum Vergleich: Niedersachsen mit ca. 1.700 Arten, keine davon endemisch, ist geringfügig größer). Die Fynbosvegetation im Winterregenklima ist bedeutend vielfältiger als jene im östlichen Teil der Kapregion. 
Die Flora der Fynbos-Vegetationstypen wird charakterisiert durch das Vorhandensein von sechs endemischen oder fast endemischen Pflanzenfamilien: Bruniaceae, Geissolomataceae, Grubbiaceae, Penaeaceae, Roridulaceae und Stilbaceae. Die Flora des erikoiden Fynbos ist reich an strauchigen Hartlaubgewächsen. Mit besonders vielen Arten vertreten sind hier die Silberbaumgewächse (Proteaceae), die auf großen Flächen die Landschaft des proteoiden Fynbos prägen und mit ihren von weit her erkennbaren, oft über handtellergroßen Blütenständen, deren Blüten von Vögeln bestäubt werden. Ebenfalls großflächig kommen Heidekrautgewächse (Ericaceae) in mehreren Hundert Arten vor. Die mit den Gräsern verwandten Restionaceen – nur wenige Arten kommen außerhalb des Fynbos vor – prägen feuchte Standorte, den restioiden Fynbos. Als vierte Komponente des Fynbos gelten die Geophyten – rund 1.400 Arten, davon allein 96 Gladiolus-Arten und 54 Lachenalia-Arten.
Der Name Fynbos (von niederländisch fijnbosch) bezieht sich auf die als Bauholz ungeeigneten schlanken Stämme der Sträucher und ließe sich als „feingliedriges Gebüsch“ übersetzen.
Von wirtschaftlicher Bedeutung ist von den vorkommenden Pflanzenarten z. B. der Rotbusch (Aspalathus linearis), der wild gesammelt und in der Region um die Zederberge auch in großem Stil angebaut wird. Als Rotbusch- oder Rooibostee ist er eines der wichtigen landwirtschaftlichen Exportprodukte des Kaplandes. Auch der Honigbusch-Tee (Honeybush) wird aus Pflanzen des Fynbos gewonnen, mehrere endemische Arten der Leguminosengattung Cyclopia werden hierfür gesammelt. 
Proteenblüten werden als langlebige Schnittblumen gehandelt und für den europäischen Markt mittlerweile auch in Spanien angebaut.
Viele Arten der Fynbosflora werden in mediterranen Klimaregionen als Zierpflanzen verwendet (z. B. Aloe-Arten, Pelargonium-Arten) oder sind in kühleren Regionen als Kalthaus- und Balkonpflanzen in Kultur. Zur Hauptblütezeit ein beliebtes touristisches Ziel für ausländische Touristen, bietet der Fynbos ganzjährig ein wichtiges Naherholungsgebiet für den Großraum Kapstadt.
Weite Teile der Fynbosvegetation werden durch die Vergrößerung der Agglomeration um Kapstadt, eine sich ausweitende Landwirtschaft (z. B. Obstbau) und die Ausbreitung fremdländischer Pflanzenarten bedroht. Zahlreiche Pflanzen des Fynbos sind bereits ausgestorben, weit über 1.000 Arten gelten als vom Aussterben bedroht oder gefährdet. Es werden Anstrengungen unternommen, durch Reservate repräsentative Teile der Vegetation zu erhalten, z. B. im West-Coast-Nationalpark und den Reservaten des Weltnaturerbes Cape Floral.

## Bilder
Einige Pflanzenarten aus dem Fynbos:

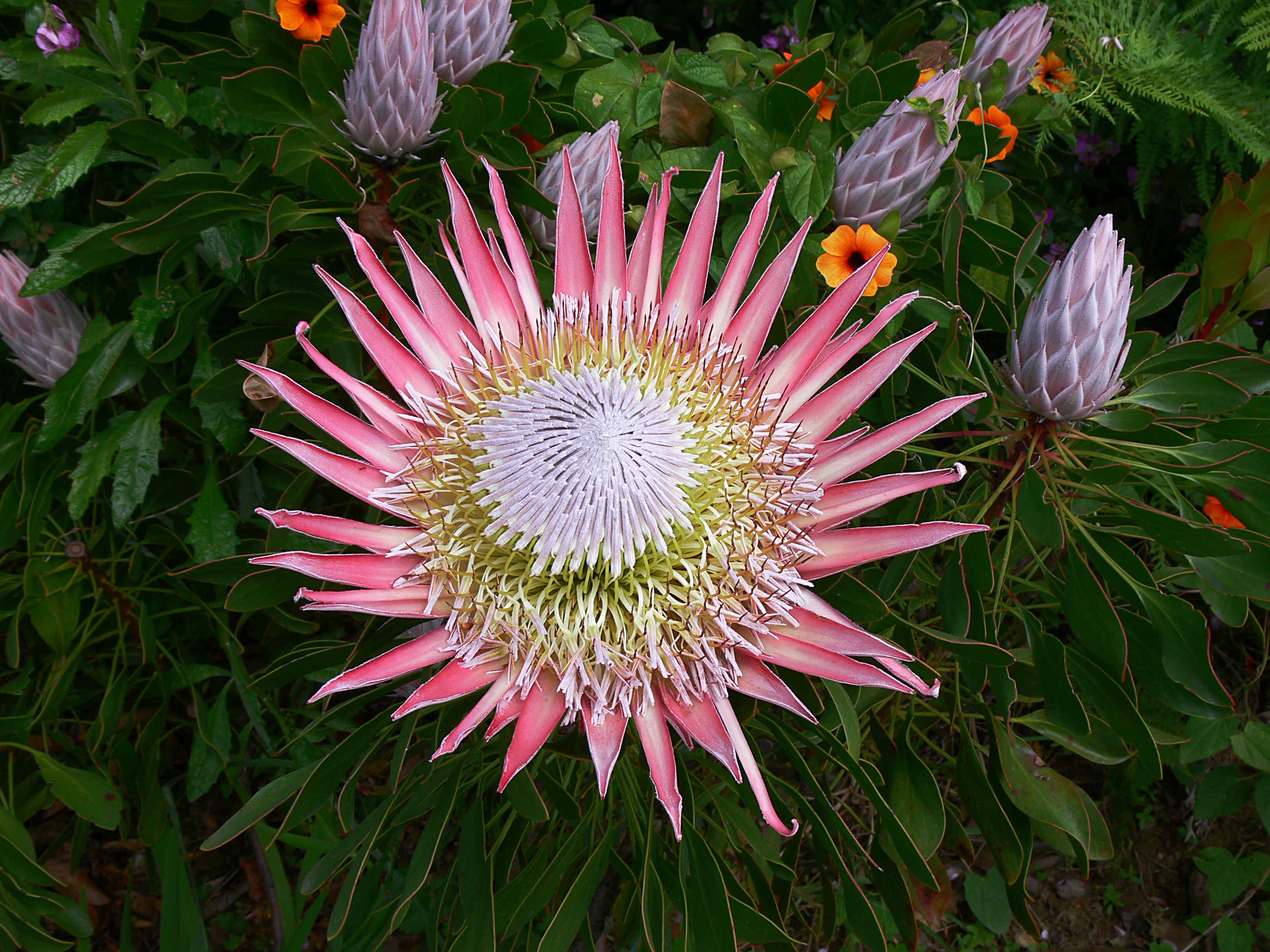
Blütenstand der Königsprotea (Protea cynaroides)
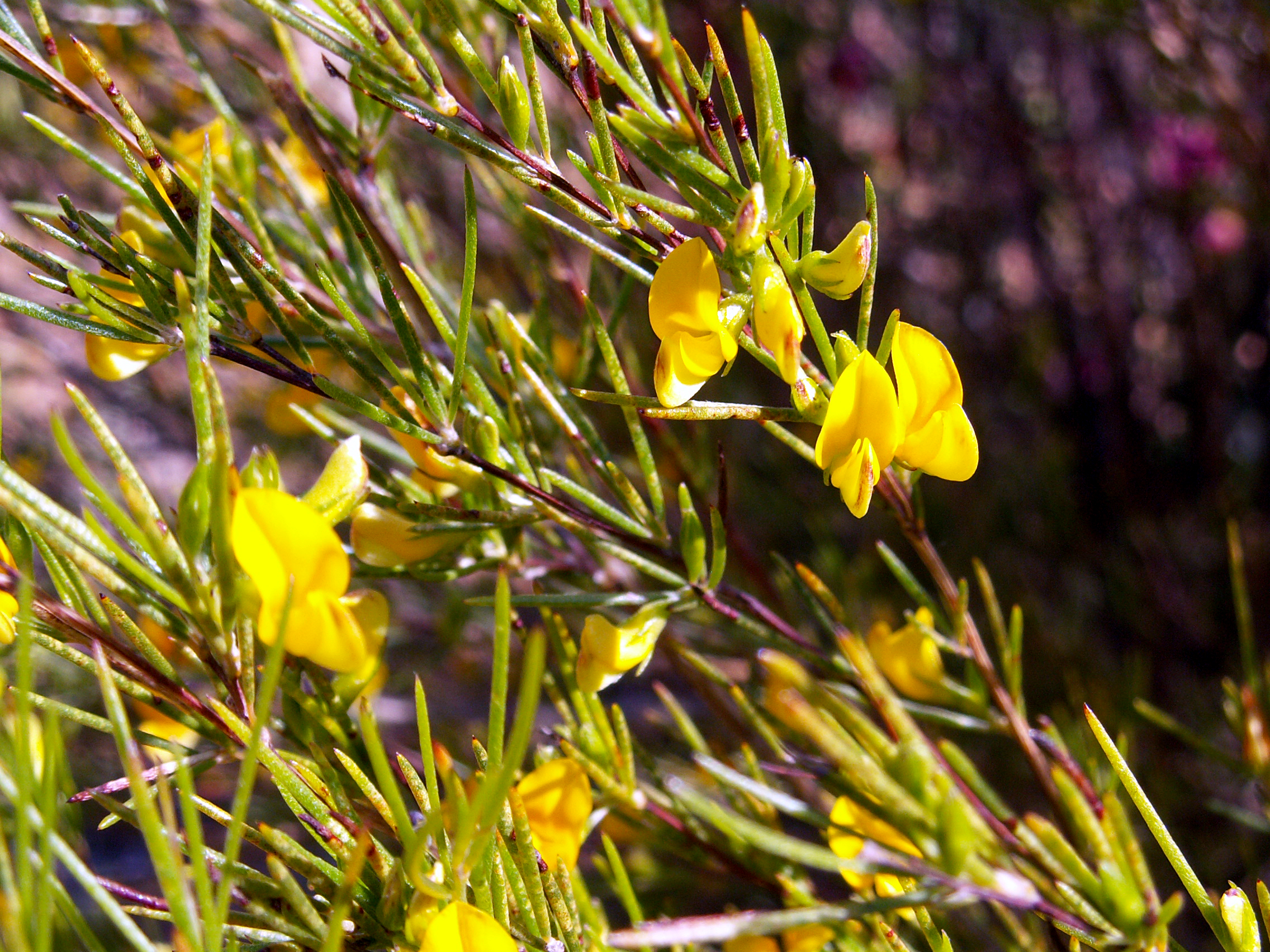
Rotbusch (Aspalathus linearis)
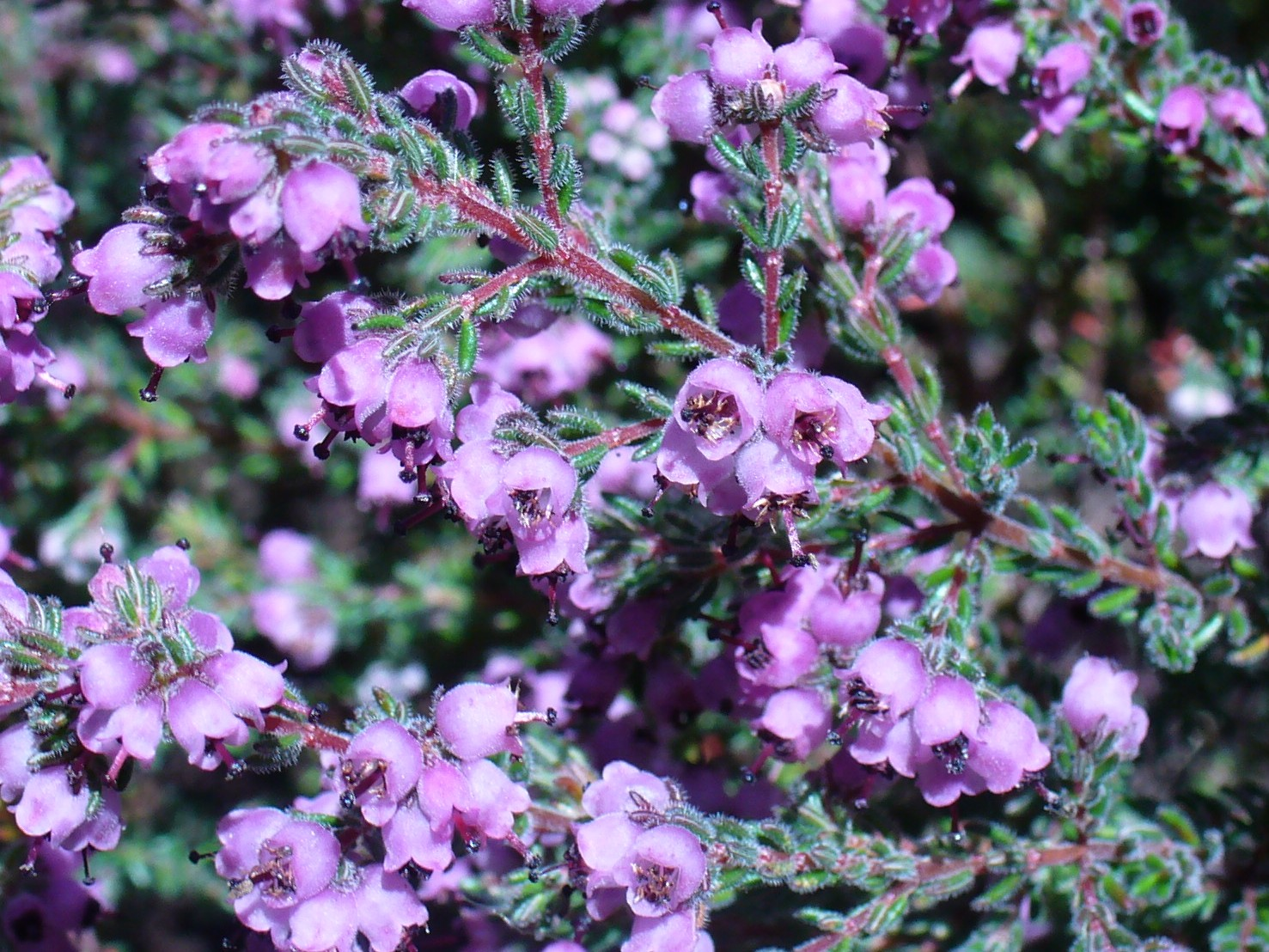
Erica turgida